# Musée Jean-Cocteau – Collection Séverin Wunderman

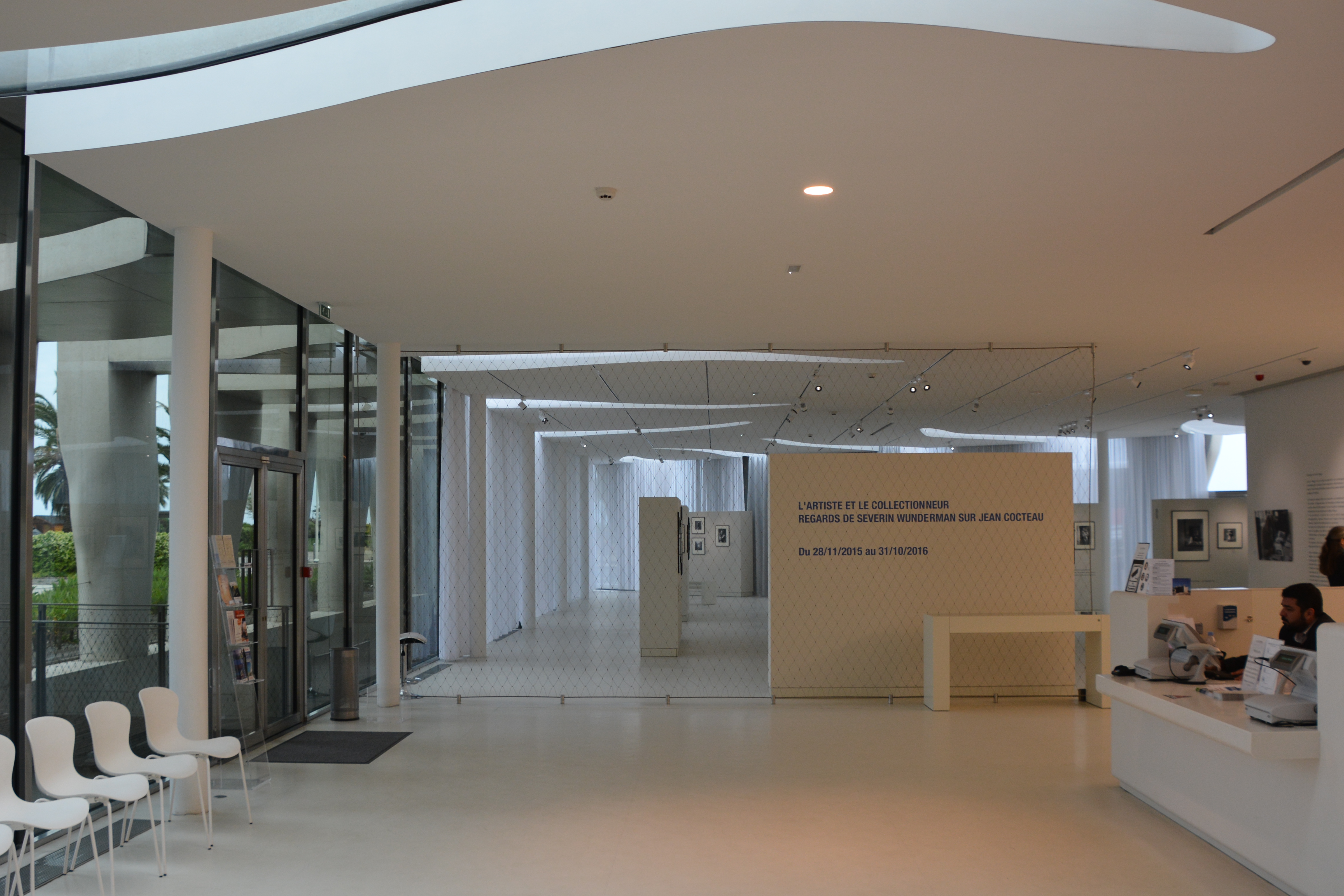
Musée Jean-Cocteau – Collection Séverin Wunderman, entréhall.

Musée Jean-Cocteau – Collection Séverin Wunderman är ett franskt kommunalt konstmuseum i Menton, som är tillägnat Jean Cocteaus konstnärskap.
Museet invigdes 2011 och är baserat på en donation till staden Menton 2005 på 1 800 verk, varav 990 av Jean Cocteau. Donator var den belgiskfödde amerikanske affärsmannen och konstsamlaren Séverin Wunderman (1938–2008). Samlingen hade dessförinnan förevisats i Wundermans privata Cocteau-museum i Irvine i Kalifornien i USA sedan 1985.
Museet mottog 2011 en donation av fotografen Lucien Clergue på 240 fotografier med motiv med anknytning till verk av Jean Cocteau.
Byggnaden har ritats av den franske arkitekten Rudy Riciotti. Den har en total yta av 2 700 kvadratmeter.

## Musée Jean Cocteau du Bastion

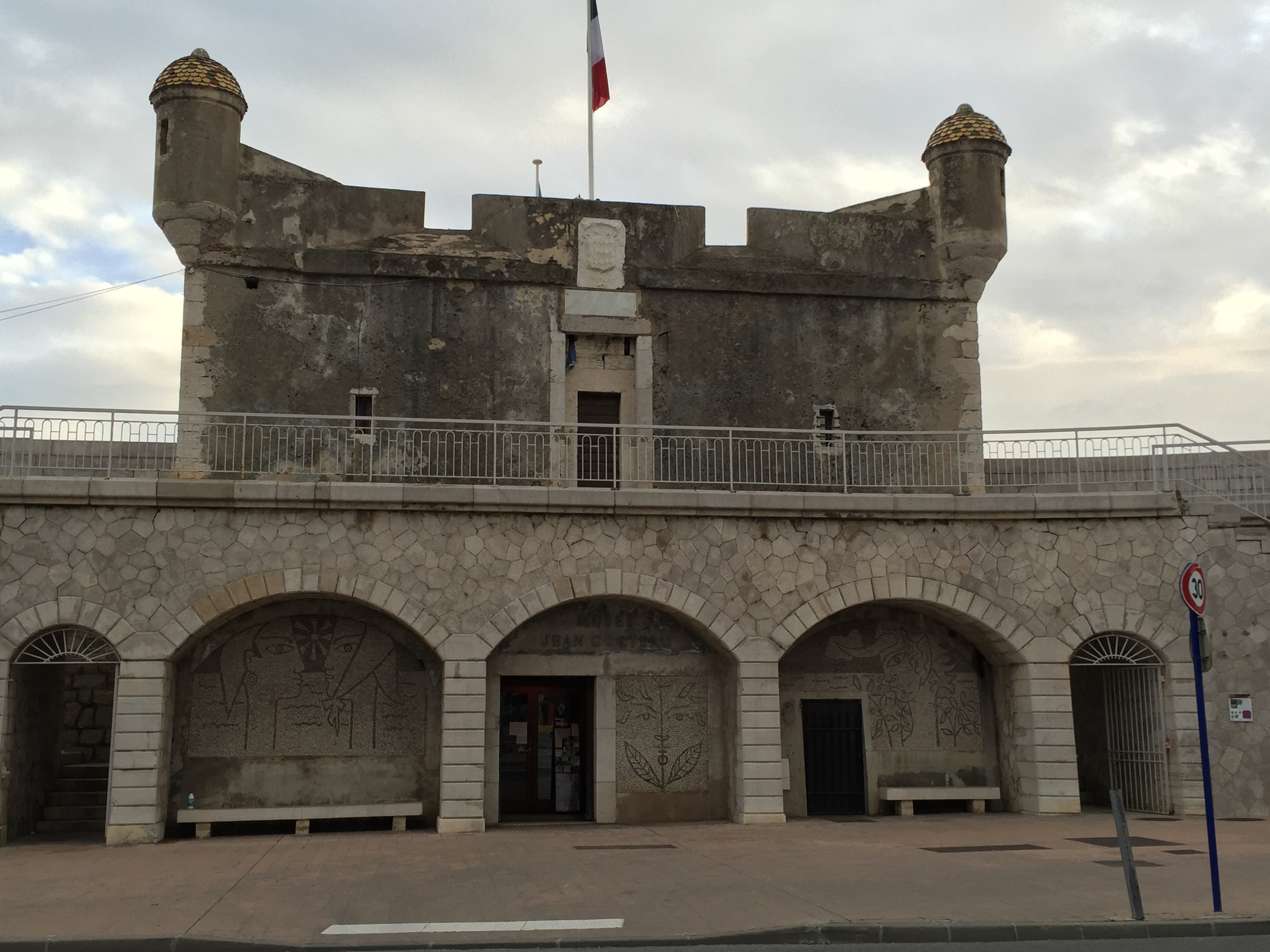
Musée Jean Cocteau du Bastion.

I Menton finns även ett andra museum över Jean Cocteaus konstnärskap, Musée Jean Cocteau du Bastion, som framförallt har verk från åren 1950 till 1963, och framförallt hans verk från Menton med medelhavsmotiv (pasteller, série des Innamorati och keramik). Museet invigdes 1966, tre år efter Jean Cocteaus död.